# FC Eindhoven in het seizoen 2011/12
Dit is een overzicht van FC Eindhoven in het seizoen 2011/12.

## Seizoen 2011/2012
Ernest Faber begroette op de eerste training maar liefst 13 nieuwe spelers. Joep van Vroenhoven, Rinke Pennings, Sherry Kindo Kamara en Vinnie Vermeer maakten de overstap van de jeugdopleiding van PSV naar de Aalsterweg. Joep Zweegers kwam over van Helmond Sport. Emre Deniz kwam over van RBC en Irchandly Bazoer kwam van de amateurs van IJVV. Zij vormen komend seizoen de zogenoemde talentengroep.
Directe versterkingen werden ook vastgelegd door Hans Smulders. , Theo Lucius en Brahim Zaari kwamen van FC Den Bosch, Josemar Makiavala kwam van Jong PSV, Jasper Waalkens werd overgenomen van Willem II, Frank van Kouwen kwam van VVV-Venlo, maar is voorlopig nog niet inzetbaar. Alpha Ibrahim Bah kwam over van MVV Maastricht. Later in de voorbereiding werd Jelle Merckx van Beerschot vastgelegd als derde doelman.
Twee dagen na de eerste training stond de eerste oefenwedstrijd op het programma. Tegenstander in Veldhoven was de kersverse topklasser UNA/Brinvast, waar FC Eindhoven sinds dit seizoen een technische samenwerking mee heeft.
UNA – FC Eindhoven
Al vroeg in de wedstrijd kwam FC Eindhoven voorsprong. Een schot op de lat van Ratko Vansimpsen spatte op de lat uiteen en de rebound werd eenvoudig benut door Serhat Koc, die daarmee het eerste blauwwitte doelpunt van het seizoen maakte. Een dikke minuut later trok UNA de stand gelijk. Niek van Boekel scoorde uit een vrije trap. FC Eindhoven kreeg daarna de mogelijkheid om wederom op voorsprong te komen. Ratko Vansimpsen werd in het strafschop onderuitgehaald en de scheidsrechter wees naar de stip. Vansimpsen zelf legde aan, maar Rick van den Oever (ex-FC Eindhoven) keerde de inzet van Belgische spits. Op slag van rust kwam UNA op voorsprong door Rinse Wiekema die slecht verdedigen van FC Eindhoven afstrafte. De tweede helft leverde wel veel wissels, maar geen treffers meer op.
Lichtstad Derby
Op donderdag 7 juli stond de tweede oefenwedstrijd op het programma. De tegenstander was er een van formaat. Stadsgenoot PSV kwam naar het Jan Louwers Stadion waar naast de prestige natuurlijk ook een heuse Lichtstad Cup op het spel stond. FC Eindhoven speelde frank en vrij tegen de grote broer en was zeker voor de rust de bovenliggende partij. Dit werd ook op het scorebord tot uiting gebracht. Rob van Boekel bracht David in de 38e minuut aan de leiding. Na rust werd er door beide trainers naar hartenlust gewisseld. Lang leek de Lichtstad Cup in het uitverkochte Jan Louwers Stadion te blijven, maar in de laatste vijf minuten draaide de wedstrijd alsnog om. Eerst bracht Stanislav Manolev PSV op gelijke hoogte. Ongeveer 34 seconden nadat de stadionspeaker had omgeroepen dat er bij een gelijke stand strafschoppen genomen zouden worden, bleek die mededeling overbodig. Verdediger Marcelo zette PSV op voorsprong en zorgde over een nauwelijks verdiende overwinning voor de eredivisionist.
FC Eindhoven – Ipswich Town
FC Eindhoven speelde ook de volgende wedstrijd in het eigen Jan Louwers Stadion. Tegenstander was het Engelse Ipswich Town. FC Eindhoven legde wederom een goede wedstrijd op de mat, maar plukte daar wederom niet de vruchten qua resultaat. De Engelsen bleken effectiever in het benutten van kansen: 0-2.
VV Wodan – FC Eindhoven
Op zaterdag 16 juli speelde FC Eindhoven een oefenwedstrijd tegen VV Wodan op het sportpark in Woensel. Wodan is de nieuwe fusieclub die is voortgekomen uit het samengaan van ESV en WVVZ. In de stromende regen kwam Wodan verrassend op voorsprong, maar nog voor de pauze scoorden Makiavala en Bazoer voor FC Eindhoven. In de tweede helft nam FC Eindhoven ruim afstand van de amateurs. Twee doelpunten van Jelle van Kruijssen en twee doelpunten van Serhat Koc zorgden ervoor dat de blauwwitten de eerste overwinning van de voorbereiding boekten.
Op dinsdag 19 juli stond de tweede wedstrijd tegen een eredivisie club op het programma. Roda JC kwam langs in Eindhoven en wederom toonde FC Eindhoven aan dat het zich qua veldspel prima kan meten met clubs die normaliter op een hoger niveau acteren.
FC Eindhoven – NEC
Vier dagen werd de open dag afgesloten tegen opnieuw een club uit de eredivisie. NEC werd bij tijd en wijle suf getikt door het Eindhovense middenveld en stapte onverdiend met een 0-1-overwinning het veld af. De enige treffer zorgde voor de nodige consternatie. Een duel tussen Jens van Son en John Goossens, waarbij beide spelers een overtreding maakten, werd door de scheidsrechter beoordeeld met een vrije trap voor NEC. De spelers van FC Eindhoven ageerden tegen deze beslissing bij de scheidsrechter. NEC wachtte echter niet op de uitkomst van deze discussie en nam de vrije trap snel. Koolwijk speelde in op Melvin Platje, die zichzelf alleen voor keeper Ruud Swinkels vond en koelbloedig afrondde. Waren de blauwwitters al boos om de vrije trap, nu waren ze witheet. De scheidsrechter veranderde echter niets meer aan zijn beslissing en de rest van de wedstrijd werd op het scherp van de snede geoefend. Dit resulteerde enkele minuten voor tijd in een rode kaart voor NEC-spelers Ryan Koolwijk, maar niet meer in de Eindhovense gelijkmaker. Wederom kregen de Eindhovenaren de complimenten voor hun spel tegen een eredivisionist.
Oefenen in België
De voorbereiding werd afgesloten met twee oefenduels in België. Op dinsdag 26 juli werd in het Belgische Aalst geoefend tegen de plaatselijke VC Eendracht. De thuisploeg had weinig in te brengen tegen een sterk spelend FC Eindhoven. Na elf minuten profiteerde Josemar Makiavala van een te korte bal op doelman Kevin Van den Noortgaete. De aanvaller maakte beheerst af. Enkele minuten later vond Ruud van der Rijt met een lange bal Rob van Boekel. De aanvallend ingestelde middenvelder controleerde de bal met zijn borst, kwam alleen voor doel en maakte met een lobje 0-2.
VC Eendracht Aalst kwam slechts enkele malen voor het doel van Brahim Zaari. Het grootste gevaar kwam toen Zaari een bal keerde en de rebound via de lat naast zag gaan.
Na rust was de wedstrijd vrij snel beslist. Niels de Schutter liep tegen een voorzet van Serhat Koç en passeerde daarmee invaller-doelman Kevin Kempeneer. Ruim een kwartier voor tijd redde Jens Podevijn de eer voor de thuisploeg. Rob van Boekel kreeg twaalf minuten voor tijd een uitgelezen mogelijkheid de stand naar 1-4 te tillen. Na een overtreding op Serhat Koç kende scheidsrechter Snoeck FC Eindhoven een penalty toe. Van Boekel schoot de bal tegen de paal.
Acht dagen voor de Jupiler League van start ging speelde FC Eindhoven haar laatste oefenwedstrijd in de voorbereiding. KFC Dessel Sport won met 1-0 dankzij een doelpunt in de slotfase van ex- FC Eindhoven speler Abdoulaye Sekou Sampil. Jasper Waalkens miste in de eerste helft een strafschop.
Trainer Ernest Faber bracht in Dessel met name de spelers in het veld die twee dagen eerder in niet of nauwelijks speelde in de goede wedstrijd tegen VC Eendracht Aalst. Met name in de eerste helft had het jonge FC Eindhoven heeft meeste balbezit. Toch moest het publiek dat naar het jeugdcomplex aan de Brasel was gekomen tot de 39e minuut wachten op de eerste grote kans. Bazoer draaide goed van zijn tegenstander weg, die hem naar de grond trok. De toegekende strafschop werd door Jasper Waalkens zwak ingeschoten zodat de doelman van de Belgen kon redden.
Het bracht de wedstrijd wel tot leven want in de Ratko Vansimpsen volleerde de bal vanuit een hoekschop bijna in het doel en Ruud Swinkels moest vlak voor rust zowaar ingrijpen op de eerste Desselse kans.
Na rust kwamen met Henny Noyen en Abdoulaye Sekou Sampil twee oud-spelers van FC Eindhoven in het veld en werd de thuisploeg dreigende. Beide ploegen waren aan elkaar gewaagd. Henny Noyen schoot in de 58e minuut een bal onbereikbaar voor Ruud Swinkels tegen de kruising. De bij FC Eindhoven ingevallen Alpha Ibrahim Bah creëerde twee kansen, maar wist deze niet te verzilveren. Een schot in de korte hoek werd door doelman Bruno tot corner verwerkt en even later zette Bah zichzelf na een passeeractie vrij voor de doelman, maar schoot de aanvaller uit Guinee de bal in het zijnet.
Na een schot van Irchandley Bazoer (redding keeper) leek de wedstrijd in 0-0 te eindigen, maar Henny Noyen en Abdoulaye Sekou Sampil dachten daar anders over. De Gestelnaar in Belgische dienst gaf voor en de Fransman Sampil tikte de bal via de binnenkant van de paal in het doel: 1-0.
Start competitie: FC Eindhoven – FC Emmen
Iedere blauwwitte supporter had de datum al enige weken in de agenda staan: vrijdag 5 augustus.
Op de dag begon het echte werk. Tegenstander in het Jan Louwers Stadion was FC Emmen. De Emmenaren hadden met name voor de rust weinig in te brengen. Serhat Koc was verantwoordelijk voor de eerste Eindhovense treffer van het seizoen. Vanaf de rechterflank schoot hij de bal ineens achter doelman Harm Zeinstra. Net na de rust werd de wedstrijd beslist. Serhat Koc, inmiddels verhuisd naar de linkerflank zette goed door en zijn voorzet werd door Josemar Makiavala over de doellijn geholpen: 2-0. FC Eindhoven bleef het beste van het spel houden en Rob van Boekel maakte er in de slotfase nog 3-0 van. Een uitstekende start van het nieuwe seizoen die aan het eind van de avond extra leuk werd afgesloten toen bleek dat FC Eindhoven op basis van het doelsaldo de eerste lijstaanvoerder in de Jupiler League was.
SC Cambuur – FC Eindhoven
Een week later werd de lange reis naar Leeuwarden ondernomen waar de wedstrijd tegen SC Cambuur op het programma stond. FC Eindhoven begon goed aan de wedstrijd en kwam met goed positiespel geregeld onder de druk van SC Cambuur uit, die zeker in de eerste helft de nodige kansjes hadden om de openingstreffer te maken. Die viel echter enkele minuten voor rust aan de andere kant. Na een speldenprik van Rob van Boekel en een afgekeurd doelpunt van Serhat Koc, brak diezelfde Koc door op rechts. Zijn voorzet had door Josemar Makiavala binnengeschoten kunnen worden, ware het niet dat de spits onderuit werd gehaald door SC Cambuur verdediger Leon Hese. Rood voor Hese en een strafschop voor FC Eindhoven waren het gevolg. De penalty werd benut door Theo Lucius en zodoende ging FC Eindhoven met een 1-0-voorsprong rusten.
In de tweede helft kwam SC Cambuur met een man minder een aantal malen gevaarlijk opzetten. Invaller Martijn Barto kreeg een grote kans op de gelijkmaker na een foute terugspeelbal van Jens van Son, maar schoot naast. In de slotfase kwam FC Eindhoven er nog een aantal malen dreigend uit en kreeg Rob van Boekel nog een kans op de 0-2. Bij de scheiden van de markt werd ook SC Cambuur speler Türk met een tweede gele kaart van het veld gestuurd. FC Eindhoven won de lastige wedstrijd met 0-1 en bleef de ranglijst aanvoeren.
FC Eindhoven – Telstar
Op vrijdag 19 augustus kwam het Telstar van ex-FC Eindhoven trainer Jan Poortvliet naar het Jan Louwers Stadion. De ploeg uit Velsen zette FC Eindhoven vanaf de eerste minuut onder druk, zonder dat het echt grote kansen wist te creëren. FC Eindhoven kwam na geklungel in de Telstar defensie op voorsprong door goed druk zetten van Koc en Makiavala met die laatste als degene die bal in het doel schoot. Daarna eiste keeper Ruud Swinkels even een hoofdrol voor zich op door op creatieve wijze een harde en hoge terugspeelbal te verwerken. Nog voor rust kwam FC Eindhoven op een 2-0-voorsprong. Een pass van Jens van Son werd door Makiavala met de hak terug gelegd op Serhat Koc die door het hart van de Telstar defensie liep en de 2-0 binnenschoot. Na rust was het spelniveau van FC Eindhoven minder scherp en Telstar wist de aansluitingstreffer te maken. Johan Plat was de doelpuntenmaker. Hierna ging Telstar op jacht naar de gelijkmaker, maar echt gevaarlijk werd de ploeg niet. In de blessuretijd zorgde Serhat Koc indirect voor de beslissing. Een vrije trap van Fafiani werd door Paridaans hard weggeschoten. Koc geloofde in de bal en wist deze te controleren. Fafiana legde de aanvaller in het strafschopgebied neer en kon met rood vertrekken. Sjors Paridaans, koud in het veld, benutte de strafschop en zette de 3-1-eindstand op het bord.
Helmond Sport – FC Eindhoven
De altijd lastige uitwedstrijd tegen Helmond Sport stond op vrijdag 26 augustus op het programma. Gesteund door vijf bussen supporters speelden de blauwwitten een superieure eerste helft waarin het voortdurend controle over de wedstrijd had. Deze controle resulteerde in één grote kans. Het schot van Rob van Boekel werd geblokt door een Helmondse verdediger, Josemar Makiavala kwam een teen te kort om de rebound te benutten waardoor de bal bij Koc kwam. Zijn schot werd gestopt door Björn Sengier.
In de tweede helft kwam Helmond Sport een stuk scherper uit de kleedkamer. Vlak na rust moest Ruud Swinkels handelend optreden bij een schot van Stachnik. Naarmate de tweede helft duurde kwam FC Eindhoven minder en minder in de buurt van Sengier. Helmond Sport kreeg wel nog een aantal mogelijkheden, maar Swinkels was niet de passeren voor de Helmonders. Drie minuten voor tijd besliste Rob van Boekel de wedstrijd. De aanvallende middenvelder veroverde de bal en zette een een-twee op met invaller Jasper Waalkens. Van Boekel maakte de bal vrij en stifte de bal prachtig over Sengier in het doel: 0-1. Helmond Sport bracht daarna Marc Nygaard in om met een alles of niets offensief toch nog te proberen om een punt in het eigen stadion te houden, maar daar slaagde de ‘kattenmeppers’ niet in. Waalkens kreeg nog een schietkans om de voorsprong te verdubbelen, maar schoot rakelings naast. Het eindsignaal van scheidsrechter Kettings leidde tot een vreugde explosie bij de Eindhovense spelers voor het uitvak. FC Eindhoven vertrok zonder puntverlies uit Helmond en staat na vier speelronden fier aan de leiding van de Jupiler League. Voorzichtig wordt er in het Jan Louwers Stadion gesproken over een eventueel periodekampioenschap.
AGOVV Apeldoorn – FC Eindhoven
Na een pauze van twee weken door de interlands van het Nederlands Elftal tegen San Marino en Finland hervatte FC Eindhoven de competitie met een uitwedstrijd tegen AGOVV Apeldoorn. Ondanks een overwicht in de eerste helft verspeelde FC Eindhoven haar eerste punten. Een hectische slotfase waarin eerst FC Eindhoven drie grote kansen uit één aanval kreeg en AGOVV een strafschop miste zorgde ervoor dat beide kampen wel met een puntendeling konden leven.
Drie op een rij
Vervolgens speelde FC Eindhoven drie thuiswedstrijden in een tijdsbestek van tien dagen. Eerste tegenstander was Go Ahead Eagles. In een gelijk opgaande wedstrijd trok FC Eindhoven aan het langste eind door een doelpunt van Josemar Makiavala.
De bekerwedstrijd tegen FC Emmen leverde een eenvoudige 3-1-overwinning op, die vele malen hoger uit had kunnen vallen, had FC Eindhoven het gaspedaal volledig ingedrukt, maar de gedachten waren duidelijk al bij de competitietopper tegen FC Zwolle.
Door het verrassende verlies van Willem II tegen AGOVV kon FC Eindhoven zich bij winst tot periodekampioen kronen. In de eerste helft kwamen de blauw-witten van Ernest Faber op een 1-0-voorsprong door een prachtige volley van Rob van Boekel. Na rust schakelde FC Zwolle een tandje bij en kreeg FC Eindhoven, dat voor rust Jelle de Bock geblesseerd uit had zien vallen, het moeilijk. De gelijkmaker van Nacir Maachi was er een van grote schoonheid. Vervolgens werd Seymak van FC Zwolle met rood van het veld gestuurd en trok FC Eindhoven de wedstrijd opnieuw naar zich toe. Makiavala miste eerst een grote kans oog in oog met Diederik Boer, maar scoorde even later na een mooie actie van Jasper Waalkens wel: 2-1. Met een voorsprong en een numerieke meerderheid kreeg FC Eindhoven vervolgens de kans om het af te maken, maar Serhat Koc scoorde twee keer in buitenspel positie. Een kwartier voor tijd scoorde Joey van den Berg de gelijkmaker. Die stand bleef op het bord staan waardoor de periode onbeslist bleef.
Net geen periodekampioen
Vrijdag 30 september kreeg FC Eindhoven een nieuwe kans om de periodetitel te veroveren. In het uitduel tegen MVV had de ploeg aan een punt genoeg. 84 minuten lang lag FC Eindhoven op kampioenschapskoers, maar Michael La Rosa besliste anders. De aanvaller van MVV maakte de enige treffer van de wedstrijd. FC Eindhoven moest derhalve de eerste periodetitel aan FC Zwolle laten.
Nieuwe ronde, nieuwe kansen
De tweede periode begint voor FC Eindhoven op zondag 16 oktober met een thuiswedstrijd tegen Willem II.

## Selectie seizoen 2011/2012
Doel
- Ruud Swinkels
- Jelle Merckx
- Brahim Zaari

Verdediging
- Justin Tahapary
- Ruud van der Rijt
- Rob van der Sluijs
- Jelle de Bock
- Wesley Vanbelle
- Sjors Paridaans
- Joep van Vroenhoven
- Joep Zweegers
- Frank van Kouwen

Middenveld
- Ivo Rossen
- Rob van Boekel
- Jens van Son
- Vinnie Vermeer
- Emre Deniz
- Theo Lucius
- Jasper Waalkens

Aanval
- Jelle van Kruijssen
- Leon Kantelberg
- Patrick N'Koyi
- Ratko Vansimpsen
- Serhat Koç
- Irchandly Bazoer
- Sherry Kindo Kamara
- Josemar Makiavala
- Younness Mokthar

#### Aangetrokken 2011/2012
|           | Naam                | Vorige club                                |
| --------- | ------------------- | ------------------------------------------ |
| Nederland | Theo Lucius         | FC Den Bosch                               |
| Nederland | Joep Zweegers       | Helmond Sport                              |
| Nederland | Vinnie Vermeer      | PSV                                        |
| Nederland | Joep van Vroenhoven | PSV                                        |
| Nederland | Sherry Kindo Kamara | PSV                                        |
| Nederland | Emre Deniz          | RBC Roosendaal                             |
| Nederland | Irchandly Bazoer    | VVIJ                                       |
| Nederland | Frank van Kouwen    | VVV-Venlo                                  |
| Nederland | Jasper Waalkens     | Willem II was verhuurd aan Helmond Sport   |
| Nederland | Serhat Koç          | FC Groningen was verhuurd aan FC Eindhoven |
| Nederland | Josemar Makiavala   | PSV                                        |
| België    | Jelle Merckx        | Germinal Beerschot                         |
| Marokko   | Brahim Zaari        | FC Den Bosch                               |
| Guinee    | Alpha Ibrahim Bah   | MVV                                        |

#### Vertrokken
|                    | Naam               | Wed. | Doelp. | Naar?           |  |
| ------------------ | ------------------ | ---- | ------ | --------------- |  |
| Vlag van Nederland | Jeffrey Vlug       | 43   | 10     | FC Den Bosch    |  |
| Vlag van Nederland | Bart van Brakel    | 93   | 4      | FC Den Bosch    |  |
| Vlag van Marokko   | Rochdi Achenteh    | 89   | 6      | FC Zwolle       |  |
| Vlag van Nederland | Paul Dijkmans      | 4    | 0      | VV UNA          |  |
| Vlag van Nederland | Koen van Steensel  | 6    | 0      | VV UNA          |  |
| Vlag van Nederland | Jurgen Hendriks    | 106  | 0      | EFC             |  |
| Vlag van Nederland | Rob van der Sluijs | 12   | 0      | AGOVV Apeldoorn |  |

## Staf
- Ernest Faber (Trainer)
- Pascal Maas (Assistent-trainer)
- Mart van Duren (Assistent-trainer)
- Rob Vollenbroek (Assistent-trainer/Teammanager)
- Wim Ribbens (Keeperstrainer)
- Toine Leijnse (Fysiotherapeut)
- Roland van Maurik (Materiaalverzorger)
- Wout van Maurik (Materiaalverzorger)

## Eerste divisie

### Eindstand
| №  | Club             | WG | W  | G  | V  | DV | DT | +/– | Punten |
| -- | ---------------- | -- | -- | -- | -- | -- | -- | --- | ------ |
|    | FC Zwolle        | 34 | 22 | 6  | 6  | 68 | 34 | +34 | 72     |
| 2  | Sparta Rotterdam | 34 | 19 | 8  | 7  | 59 | 32 | +27 | 65     |
| 3  | FC Eindhoven     | 34 | 18 | 9  | 7  | 52 | 33 | +19 | 63     |
| 4  | Helmond Sport    | 34 | 18 | 8  | 8  | 62 | 50 | +12 | 62     |
| 5  | Willem II        | 34 | 17 | 7  | 10 | 67 | 41 | +26 | 58     |
| 6  | FC Den Bosch     | 34 | 16 | 9  | 9  | 57 | 32 | +25 | 57     |
| 7  | SC Cambuur       | 34 | 16 | 8  | 10 | 68 | 44 | +24 | 56     |
| 8  | MVV Maastricht   | 34 | 14 | 9  | 11 | 59 | 55 | +4  | 51     |
| 9  | Go Ahead Eagles  | 34 | 14 | 8  | 12 | 65 | 56 | +9  | 50     |
| 10 | FC Dordrecht     | 34 | 13 | 11 | 10 | 56 | 62 | –6  | 50     |
| 11 | Fortuna Sittard  | 34 | 13 | 9  | 12 | 62 | 51 | +11 | 48     |
| 12 | FC Volendam      | 34 | 14 | 6  | 14 | 57 | 55 | +2  | 48     |
| 13 | Almere City      | 34 | 11 | 7  | 16 | 52 | 62 | –10 | 40     |
| 14 | FC Oss           | 34 | 10 | 5  | 19 | 56 | 76 | –20 | 35     |
| 15 | Telstar          | 34 | 9  | 5  | 20 | 45 | 70 | –25 | 32     |
| 16 | SC Veendam       | 34 | 4  | 10 | 20 | 42 | 67 | –25 | 22     |
| 17 | AGOVV Apeldoorn  | 34 | 5  | 4  | 25 | 36 | 94 | –58 | 19     |
| 18 | FC Emmen         | 34 | 6  | 5  | 23 | 24 | 73 | –49 | 17     |

## KNVB Beker

### Wedstrijden
| Ronde        | Datum      | Wedstrijd                     | Uitslag |
| ------------ | ---------- | ----------------------------- | ------- |
| Tweede ronde | 21.09.2011 | FC Eindhoven – FC Emmen       | 3–1     |
| Derde ronde  | 25.10.2011 | Almere City FC – FC Eindhoven | 1–2     |
| Vierde ronde | 22.12.2011 | FC Eindhoven – Vitesse        | 1–2     |

## Voetnoten
AGOVV Apeldoorn ·
Almere City ·
SC Cambuur ·
FC Den Bosch ·
FC Dordrecht ·
FC Eindhoven ·
FC Emmen ·
Fortuna Sittard ·
Go Ahead Eagles ·
Helmond Sport ·
MVV Maastricht ·
Sparta Rotterdam ·
Telstar ·
FC Oss ·
SC Veendam ·
FC Volendam ·
Willem II ·
FC Zwolle